# Pieter Quast

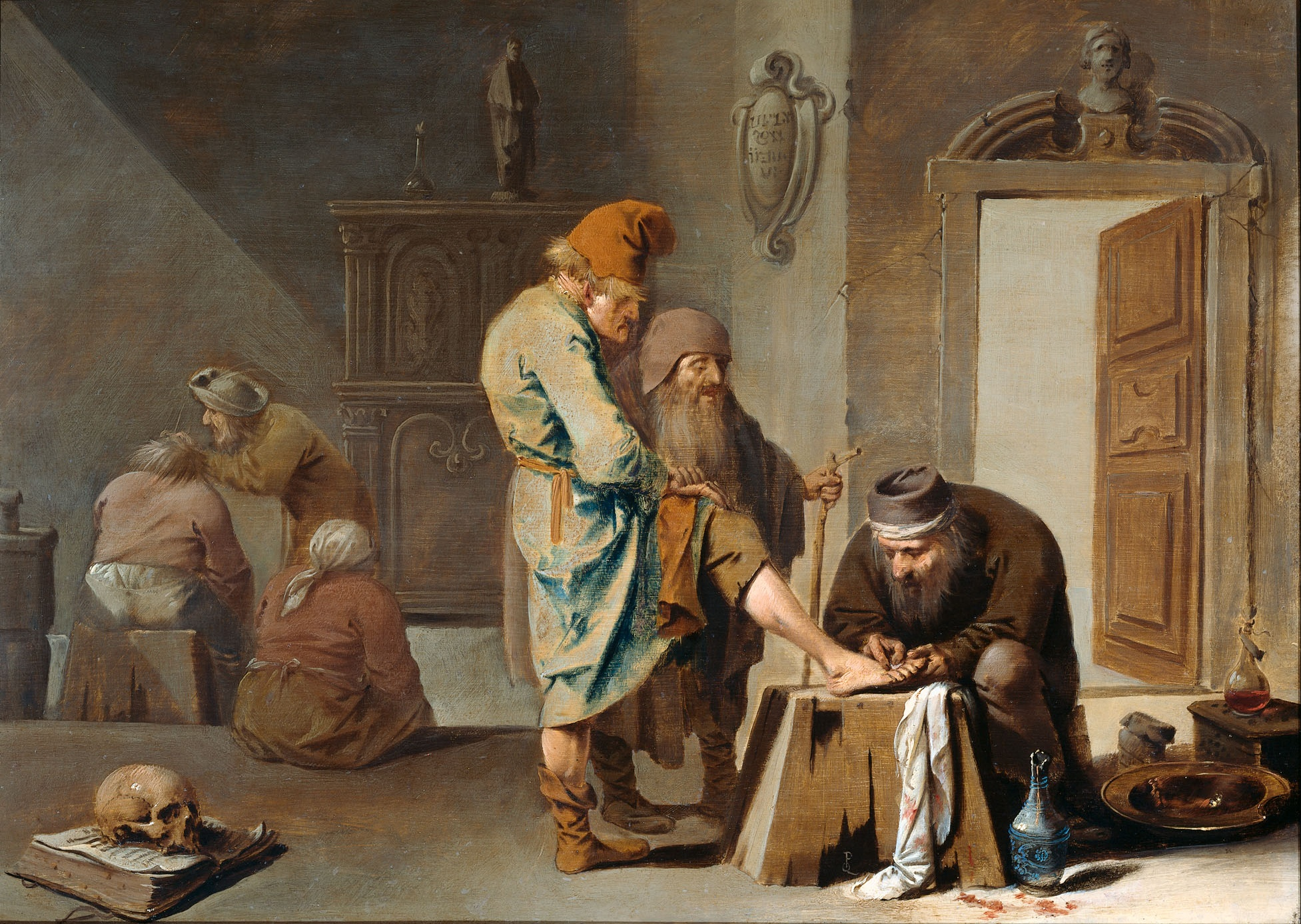
Operacja stopy, 1643

Pieter Quast (ur. ok. 1606 Amsterdamie, pochowany 29 maja 1647 tamże) – holenderski malarz i rysownik barokowy.
Malarz aktywny w Amsterdamie i Hadze, gdzie w 1634 został mistrzem gildii św. Łukasza. Znany głównie ze scen rodzajowych przedstawiających wnętrza karczm i zabiegi medyczne. Często malował karykaturalne postacie chłopów, żebraków i znachorów podczas pracy. Jego prace odznaczają się swoistym poczuciem humoru i bywają niekiedy interpretowane jako satyry polityczne. Artysta tworzył też rysunki o podobnej tematyce, które wykonywał zapewne na sprzedaż, gdyż dzięki zabawnej treści mogły służyć jako tania dekoracja w oberżach i mieszkaniach. Pomimo talentu i oryginalności zmarł w ubóstwie.
Obrazy Pietera Quasta porównywane są często do dzieł Adriaena Brouwera i Adriaena van Ostade.